# Pascaline Chavanne
Pascaline Chavanne (Wanze, ...) è una costumista belga.
Collaboratrice di lunga data del regista François Ozon, avendo creato i costumi per tutti i suoi film a partire dal 1999, ha vinto due volte il premio César per i migliori costumi su undici candidature, nel 2014 con Renoir e nel 2020 con L'ufficiale e la spia.

## Filmografia parziale

### Cinema
- Amanti criminali (Les Amants criminels), regia di François Ozon (1999)
- Gocce d'acqua su pietre roventi (Gouttes d'eau sur pierres brûlantes), regia di François Ozon (2000)
- Sotto la sabbia (Sous le sable), regia di François Ozon (2000)
- La figlia di suo padre (La Fille de son père), regia di Jacques Deschamps (2001)
- 8 donne e un mistero (8 Femmes), regia di François Ozon (2002)
- L'idolo (L'Idole), regia di Samantha Lang (2002)
- Piccoli tradimenti (Petites Coupures), regia di Pascal Bonitzer (2003)
- Swimming Pool, regia di François Ozon (2003)
- Nathalie..., regia di Anne Fontaine (2003)
- CinquePerDue - Frammenti di vita amorosa (5x2), regia di François Ozon (2004)
- Il tempo che resta (Le Temps qui reste), regia di François Ozon (2005)
- L'Avion, regia di Cédric Kahn (2005)
- Les Âmes grises, regia di Yves Angelo (2005)
- Angel - La vita, il romanzo (Angel), regia di François Ozon (2007)
- Ricky - Una storia d'amore e libertà (Ricky), regia di François Ozon (2009)
- La legge del crimine (Le Premier Cercle), regia di Laurent Tuel (2009)
- Il rifugio (Le Refuge), regia di François Ozon (2009)
- Gainsbourg (vie héroïque), regia di Joann Sfar (2010)
- Potiche - La bella statuina (Potiche), regia di François Ozon (2010)
- Il ministro - L'esercizio dello Stato (L'Exercice de l'État), regia di Pierre Schoeller (2011)
- Les Bien-Aimés, regia di Christophe Honoré (2011)
- Augustine, regia di Alice Winocour (2012)
- Renoir, regia di Gilles Bourdos (2012)
- The Expatriate - In fuga dal nemico (Erased), regia di Philipp Stölzl (2012)
- Nella casa (Dans la maison), regia di François Ozon (2012)
- Elle s'en va, regia di Emmanuelle Bercot (2013)
- Giovane e bella (Jeune et jolie), regia di François Ozon (2013)
- Una promessa (A Promise), regia di Patrice Leconte (2013)
- L'Homme qu'on aimait trop, regia di André Téchiné (2014)
- Gemma Bovery, regia di Anne Fontaine (2014)
- Métamorphoses, regia di Christophe Honoré (2014)
- Una nuova amica (Une nouvelle amie), regia di François Ozon (2014)
- A testa alta (La Tête haute), regia di Emmanuelle Bercot (2015)
- Disorder - La guardia del corpo (Maryland), regia di Alice Winocour (2015)
- La Dame dans l'auto avec des lunettes et un fusil, regia di Joann Sfar (2015)
- Les Chevaliers blancs, regia di Joachim Lafosse (2015)
- Mister Chocolat (Chocolat), regia di Roschdy Zem (2016)
- Quella peste di Sophie (Les Malheurs de Sophie), regia di Christophe Honoré (2016)
- Dopo l'amore (L'Économie du couple), regia di Joachim Lafosse (2016)
- Frantz, regia di François Ozon (2016)
- 150 milligrammi (La Fille de Brest), regia di Emmanuelle Bercot (2016)
- Django, regia di Étienne Comar (2017)
- Barbara, regia di Mathieu Amalric (2017)
- Nos années folles, regia di André Téchiné (2017)
- Rodin, regia di Jacques Doillon (2017)
- Doppio amore (L'Amant double), regia di François Ozon (2017)
- Plaire, aimer et courir vite, regia di Christophe Honoré (2018)
- Continuer, regia di Joachim Lafosse (2018)
- Grazie a Dio (Grâce à Dieu), regia di François Ozon (2018)
- Le verità (La Vérité), regia di Hirokazu Kore'eda (2019)
- L'ufficiale e la spia (J'accuse), regia di Roman Polański (2019)
- Proxima, regia di Alice Winocour (2019)
- Estate '85 (Été 85), regia di François Ozon (2020)
- Annette, regia di Leos Carax (2021)
- Les Intranquilles, regia di Joachim Lafosse (2021)
- Guermantes, regia di Christophe Honoré (2021)
- Peter von Kant, regia di François Ozon (2022)
- Le vele scarlatte (L'Envol), regia di Pietro Marcello (2022)
- Mon Crime - La colpevole sono io (Mon Crime), regia di François Ozon (2023)
- Marcello mio, regia di Christophe Honoré (2024)
- Nouvelle Vague, regia di Richard Linklater (2025)

### Televisione
- Oussekine – miniserie TV, 4 puntate (2022)

## Riconoscimenti
- Premio César
  - 2003 - Candidatura ai migliori costumi per 8 donne e un mistero
  - 2006 - Candidatura ai migliori costumi per Les Âmes grises
  - 2011 - Candidatura ai migliori costumi per Potiche - La bella statuina
  - 2013 - Candidatura ai migliori costumi per Augustine
  - 2014 - Migliori costumi per Renoir
  - 2015 - Candidatura ai migliori costumi per Una nuova amica
  - 2017 - Candidatura ai migliori costumi per Frantz
  - 2018 - Candidatura ai migliori costumi per Barbara
  - 2020 - Migliori costumi per L'ufficiale e la spia
  - 2021 - Candidatura ai migliori costumi per Estate '85
  - 2022 - Candidatura ai migliori costumi per Annette
  - 2024 - Candidatura ai migliori costumi per Mon Crime - La colpevole sono io
- Premio Magritte
  - 2013 - Candidatura ai migliori costumi per Il ministro - L'esercizio dello Stato
  - 2016 - Migliori costumi per La Dame dans l'auto avec des lunettes et un fusil